# Neoascia inexpectata
Neoascia inexpectata är en tvåvingeart som beskrevs av Hauser 1998. Neoascia inexpectata ingår i släktet dvärgblomflugor, och familjen blomflugor.
Artens utbredningsområde är Azerbajdzjan. Inga underarter finns listade i Catalogue of Life.